# Adeonella
Adeonella är ett släkte av mossdjur. Adeonella ingår i familjen Adeonellidae.
Adeonella är enda släktet i familjen Adeonellidae. Släktet Adeonella indelas i:
- Adeonella abdita
- Adeonella alia
- Adeonella aspera
- Adeonella atlantica
- Adeonella calveti
- Adeonella circumspecta
- Adeonella concinna
- Adeonella confusanea
- Adeonella conspicua
- Adeonella coralliformis
- Adeonella cracens
- Adeonella cultrata
- Adeonella damicornis
- Adeonella decipiens
- Adeonella distenta
- Adeonella distincta
- Adeonella elegans
- Adeonella elegantula
- Adeonella expansa
- Adeonella extensa
- Adeonella falcicula
- Adeonella fuegensis
- Adeonella gibba
- Adeonella glypta
- Adeonella guttata
- Adeonella haywardii
- Adeonella inaequalis
- Adeonella infirmata
- Adeonella intricaria
- Adeonella lichenoides
- Adeonella ligulata
- Adeonella lobata
- Adeonella majuscula
- Adeonella meridionalis
- Adeonella pallasii
- Adeonella patagonica
- Adeonella pluscula
- Adeonella polystomella
- Adeonella purpurea
- Adeonella pygmaea
- Adeonella regularis
- Adeonella similis
- Adeonella spathulata
- Adeonella tuberosa